# Argostemma perakense
Argostemma perakense är en måreväxtart som beskrevs av George King. Argostemma perakense ingår i släktet Argostemma och familjen måreväxter. Inga underarter finns listade i Catalogue of Life.